# KOMAカントリークラブ
KOMAカントリークラブ（KOMA Country Club）は、奈良県奈良市月ヶ瀬石打に広がるゴルフ場である。

## 概要
大阪の尾上商事株式会社・尾上社長が、月ヶ瀬石打地区にゴルフ場の計画に動いたのに始まる。尾上社長の関係にある月ヶ瀬町長・稲垣正一が側面から協力した。ゴルフ場の建設用地の石打地区は、昔は琵琶湖の湖底だった。
ゴルフ場のコース設計は、日本でプレーやコース設計両面で活躍中の南アフリカのゲーリー・プレーヤーに依頼、18ホールの工事が着工された。1980年（昭和55年）9月5日、18ホールのコースが完成、開場された。1994年（平成6年）、9ホールを増設、27ホール規模のゴルフ場が開場された。
その後、経営権が大阪興銀、関西興銀と変わったが、2000年（平成12年）、経営破綻、2001年（平成13年）、永伸商事株式会社会長・山本秀二郎が経営権を取得した。
コースは、丘陵地のなだらかな自然を生かした、フェアウエイも広くなだらかで、池を効果的に配した丘陵コースである。
日本のプロゴルフメジャー大会の1つ、日本プロゴルフ協会主催競技でもあり、日本選手権大会に相当する、日本プロゴルフ選手権大会などの大会開催の実績がある。

## 所在地
〒630-2301 奈良県奈良市月ヶ瀬石打1456番地

## コース情報
- 開場日 - 1980年9月5日
- 設計者 - ゲーリー・プレーヤー
- 面積 - 1,400,000m2（約42.3万坪）
- コースタイプ - 丘陵コース
- コース - 27ホールズ、パー108、ヤード、コースレート 東･西コース74.4、西･南コース74.1、南･東コース73.7
- グリーン - 1グリーン、ベント（ペンクロス）
- プレースタイル - 乗用カート、キャディ付き
- 練習場 - 7打席 50ヤード
- 休場日 - 最終月曜日、1月1日[4][5]

## クラブ情報
- ハウス面積 - 8,020m2（2,426坪）
- ハウス設計 - 大成建設株式会社
- ハウス施工 - 大成建設株式会社[4][5]

## ギャラリー
- コース - 「KOMAカントリークラブ」、コース紹介
- ハウス - 「KOMAカントリークラブ」、施設紹介

## 交通アクセス
鉄道
- 関西本線（JR西日本）・伊賀鉄道 - 伊賀上野駅よりタクシー利用 約20分
- 近鉄大阪線 - 名張駅よりタクシー利用 約30分

道路
- 名阪国道 - 治田ICより 5.5km[6]

## メジャー選手権
- 2002年（平成15年） - 第70回 日本プロゴルフ選手権大会開催[7]

## エピソード
- KOMAは、高麗こことで、千年前、狛人達が渡来し定着した地域をいい、上狛、下狛などの地名、高麗寺、高麗寺跡など史跡が今も残る。奈良、京都、三重県の3県が接する辺境の地に、高旬麗、新羅、百済の渡来文化の花が咲いた歴史があった[8]。
- 大阪や名古屋へ出るのに、隣の三重県の近鉄名張駅に出るのが一番という山間僻地に、名門クラブをとこだわった動機は、恐らく千年前の渡来文化の中心地KOMAの誇りだった[8]。

## 関連文献
- 『ゴルフ場ガイド 東版』2006-2007、「KOMAカントリークラブ（奈良県）」、東京 ゴルフダイジェスト社、2006年5月、2020年9月27日閲覧
- 『美しい日本のゴルフコース BEAUTIFUL GOLF CULTURE IN JAPAN 日本のゴルフ110年記念 ゴルフは日本の新しい伝統文化である』、ゴルフダイジェスト社「美しい日本のゴルフコース」編纂委員会編、「KOMAカントリークラブ」、東京 ゴルフダイジェスト社、2013年12月、2020年9月27日閲覧